# The Amazing Colossal Man
The Amazing Colossal Man is een Amerikaanse B-film uit 1957, geregisseerd en deels geschreven door Bert I. Gordon. De hoofdrol werd vertolkt door Glenn Langan.

## Verhaal
Kolonel Glenn Manning is aanwezig bij een experiment met een nucleaire bom. Kort voor de explosie stort er echter een vliegtuigje neer in het testgebied. Tegen alle bevelen in verlaat Glenn de bunker en rent het veld op in de hoop de piloot nog te kunnen redden. Hij is echter te laat. De explosie vernietigt het vliegtuigje en de piloot. Glenn wordt zelf blootgesteld aan een grote dosis straling en zwaargewond afgevoerd naar een ziekenhuis. Daar blijkt 90% van zijn lichaam te zijn verbrand.
De volgende dag is Glenn op wonderbaarlijke wijze genezen. Al snel blijkt waarom: door de straling is zijn celdeling enorm versneld en daardoor is al het verbrande huidweefsel in een nacht hersteld. Echter, nu zijn lichaam is genezen zorgt diezelfde versnelde celdeling ervoor dat Glenn begint te groeien tot een 20 meter hoge reus. Naarmate hij groter wordt, kan zijn hart steeds minder bloed naar zijn hersenen pompen waardoor hij door begint te draaien.
Het leger houdt Glenn angstvallig verborgen voor de buitenwereld, en probeert koortsachtig een manier te vinden om het groeiproces te stoppen. Alleen zijn vriendin, Carol Forrest, wordt toegelaten in de basis. Uiteindelijk wordt een medicijn gevonden, maar nadat Glenn dit toegediend heeft gekregen knapt er iets bij hem. Hij vermoordt een van de dokters met behulp van de injectienaald, en zet koers naar Las Vegas. Hier wordt hij uiteindelijk door het leger van de Hoover Dam afgeschoten en valt blijkbaar zijn dood tegemoet.

## Rolverdeling
| Acteur              | Personage                   |
| ------------------- | --------------------------- |
| Glenn Langan        | Lt. Col. Glenn Manning      |
| Cathy Downs         | Carol Forrest               |
| William Hudson      | Dr. Paul Linstrom           |
| Larry Thor          | Maj. Eric Coulter, MD       |
| James Seay          | Col. Hallock                |
| Frank Jenks         | Truck Driver                |
| Russ Bender         | Richard Kingman             |
| Hank Patterson      | Henry                       |
| Jimmy Cross         | Sergeant at reception desk  |
| June Jocelyn        | Nurse Wilson                |
| Stanley Lachman     | Lt. Cline                   |
| Harry Raybould      | MP at Main Gate             |
| Jean Moorhead       | Woman in Bathtub            |
| Scott Peters        | Sgt. Lee Carter             |
| Myron Cook          | Capt. Thomas                |
| Michael Harris      | Police Lt. Keller           |
| Bill Cassady        | Lt. Peterson                |
| Dick Nelson         | Sgt. Hansen                 |
| Edmund Cobb         | Dr. McDermott               |
| Paul Hahn           | Attendant                   |
| Diana Darrin        | Hospital Receptionist       |
| Lyn Osborn          | Sgt. Taylor                 |
| Jack Kosslyn        | Lieutenant in briefing room |
| William Hughes      | Bombsite Control Officer    |
| Keith Heatherington |                             |
| John Daheim         | Soldier (uncredited)        |
| Judd Holdren        | Robert Allen                |
| Harold Miller       | Official                    |

## Achtergrond
De film werd gedistribueerd door American International Pictures (AIP), samen met The Cat Girl.
De film werd bespot in de televisieserie Mystery Science Theater 3000. Hierin werd vooral de spot gedreven met het feit dat vrijwel de hele film bestaat uit Glenn die zit te klagen over zijn toestand. In 1958 kreeg de film een sequel getiteld War of the Colossal Beast, die eveneens werd gebruikt in MST3K.
De film werd eveneens geparodieerd in een aflevering van Robot Chicken. Een andere verwijzing naar de film is te vinden in het Warren Ellis stripboek Planetary.